# 川滇叠鞘兰
川滇叠鞘兰（学名：Chamaegastrodia inverta）为兰科叠鞘兰属下的一个种。

## 扩展阅读
- 維基物種上的相關：川滇叠鞘兰